# レス・ザン・ゼロ
『レス・ザン・ゼロ』（Less Than Zero）は、1985年に出版されたブレット・イーストン・エリスの処女小説。ロサンゼルスを舞台に、上流社会に属する若者たちの退廃的な生活を衝撃的に描き、当時たいへんな話題となった。
1987年に映画化されているが、結末などは原作と異なっている。

## あらすじ
冬休みの休暇でロサンゼルスに帰省した主人公のクレイと彼を取り巻く人物のストーリー。

## 登場人物
クレイ
物語の主人公でアメリカ東部の大学に通う青年。クリスマス休暇で故郷のロサンゼルスに帰省する。
ブレア
クレイの元彼女。南カリフォルニア大学に通っている。
ジュリアン
クレイの幼なじみ。ヘロイン中毒の男娼。
トレント
クレイの友達のファッションモデル。UCLAに通っている。
リップ
クレイのドラッグディーラー。
ダニエル
クレイの同級生。脚本家志望。
キム
ブレアの友達。
フィン
ジュリアンのポン引き。
アラナ
ブレアの友達。中絶を行い、その後クレイのもとへ訪れる。
ミュリエル
拒食症の少女。

## 日本語訳
- 『レス・ザン・ゼロ』 中江昌彦訳 中央公論社 1988年（後に文庫化、中公文庫 1992年、ハヤカワepi文庫 2002年）

## 続編
本作の続編『帝国のベッドルーム（Imperial Bedrooms）』が2010年に出版された（日本では2014年に菅野楽章訳で河出書房新社より出版）。本作では大学生だった主人公のクレイは40代となって脚本家の仕事をしている設定で、本作のその他の登場人物も多くが再登場する。エリスは『帝国のベッドルーム』を映画『レス・ザン・ゼロ』と同じキャストで映画化したいと語っていたが、後に撤回している。

## 映画版

### あらすじ
アメリカ東部の大学に通う青年クレイは、クリスマス休暇で故郷のロサンゼルスに帰省し、パーティーで親友のジュリアンや、恋人のブレアと再会するが、2人はコカインに手を出していた。特にジュリアンは深刻で、完全に中毒に陥ってしまったため家族から勘当され、麻薬の売人リップに莫大な借金を作ったため、男娼を強要させられているという有様であった。
そんなジュリアンをブレアは献身的に介抱し、クレイもブレアと協力してジュリアンを助け出そうとするが、ジュリアンはオーバードーズであっけなく死んでしまった（※なお原作ではジュリアンは死亡していない）。
休暇が終わり、クレイは同行を決意したブレアと共に東部に向かうのだった。

### キャスト
| 役名           | 俳優                       | 日本語吹替   | 日本語吹替 |
| 役名           | 俳優                       | テレビ東京版 |            |
| -------------- | -------------------------- | ------------ | ---------- |
| クレイ         | アンドリュー・マッカーシー | 宮本充       |            |
| ブレア         | ジェイミー・ガーツ         | 井上喜久子   |            |
| ジュリアン     | ロバート・ダウニー・Jr.    | 小野健一     |            |
| リップ         | ジェームズ・スペイダー     | 中田和宏     |            |
| Harold_Easton  | トニー・ビル               |              |            |
| Benjamin_Wells | ニコラス・プライア         |              |            |
| トレント       | ブライアン・ウィマー       |              |            |
| アラナ         | ニース・ハンター           |              |            |
|                | ドナ・ミッチェル           |              |            |
|                | マイケル・ボーウェン       |              |            |
|                | サラ・バクストン           |              |            |
|                | ケリー・ウルフ             |              |            |
|                | マイケル・グリーン         |              |            |

- ほかに、無名時代のブラッド・ピットがパーティーの客の1人として出演している（クレジットなし）。

### スタッフ
- 監督 - マレク・カニエフスカ
- 脚本 - ハーリー・ペイトン
- 撮影 - エドワード・ラックマン
- 音楽 - トーマス・ニューマン
- 編集 - ピーター・E・バーガー、マイケル・トロニック
- 製作 - ジョン・アヴネット、ジョーダン・カーナー、マーヴィン・ワース